# ۱۹ ذی‌الحجه
۱۹ ذیحجه، نوزدهمین روز از ماه ذیحجه در تقویم هجری قمری است.
در تقویم هجری قمری قراردادی این روز سیصد و چهل و چهارمین روز سال است.

## زادگان
- «سیدمحمد طباطبایی» از رهبران اصلی نهضت مشروطه (۱۲۵۸ ق)
- «مریم قطبی» فعال حوزه کودکان استثنایی (۱۴۱۵ ق)

## درگذشتگان
- ۱۴۱۶ - محمدصادق سعیدی عالم و مفسر خراسانی